# NGC 4901
NGC 4901 est une galaxie elliptique relativement éloignée et située dans la constellation des Chiens de chasse. Sa vitesse par rapport au fond diffus cosmologique est de 8 834 ± 14 km/s, ce qui correspond à une distance de Hubble de 130,3 ± 9,1 Mpc (∼425 millions d'al). NGC 4901 a été découverte par l'astronome britannique John Herschel en 1831.
À ce jour, une mesure non basée sur le décalage vers le rouge (redshift) donne une distance d'environ 100,000 Mpc (∼326 millions d'al). Cette valeur est à l'extérieur des valeurs de la distance de Hubble, mais compatible avec celles-ci. Notons cependant que c'est avec la valeur moyenne des mesures indépendantes, lorsqu'elles existent, que la base de données NASA/IPAC calcule le diamètre d'une galaxie et qu'en conséquence le diamètre de NGC 4901 pourrait être d'environ 45,5 kpc (∼148 000 al) si on utilisait la distance de Hubble pour le calculer.